# Konståret 1883

## Händelser

### Okänt datum
- Carl Larsson och Karin Bergöö gifter sig.
- Blanchs konstsalong öppnas i Stockholm.
- Örebro läns slöjdförening bildades

## Verk

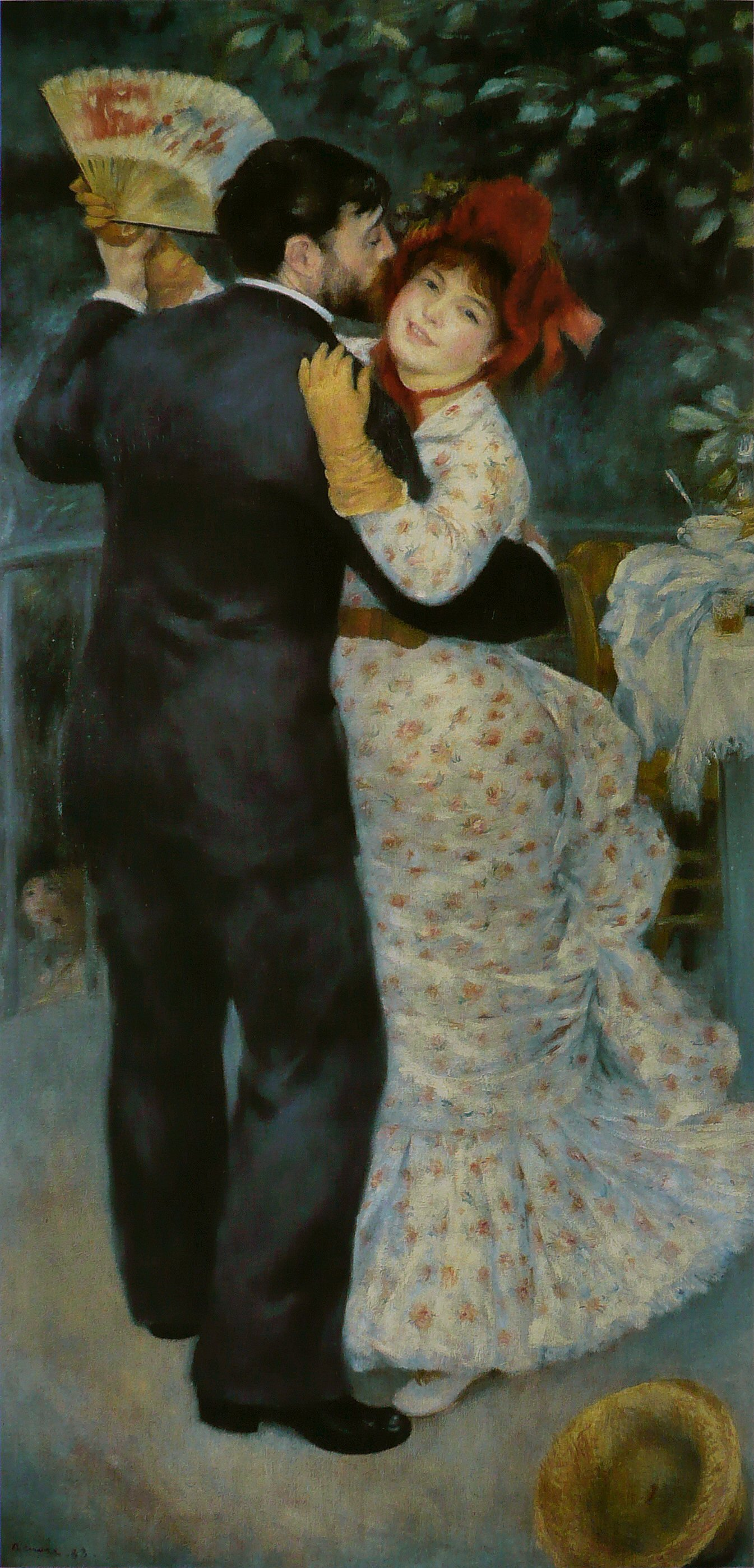
Pierre-Auguste Renoirs verk La Danse à la Campagne färdigställdes år 1883 och går nu att bese på Musée d'Orsay i Paris.

- William Merritt Chase - Portrait of Miss Dora Wheeler
- William Merritt Chase - Mrs Meigs at the Piano Organ
- William Powell Frith - A Private View at the Royal Academy
- Pierre-Auguste Renoir - Danse à Bougival
- Pierre-Auguste Renoir - La danse à la campagne (Musée d'Orsay, Paris).

## Födda
- 6 januari - Frans Timén (död 1968), svensk konstnär.
- 3 februari - Camille Bombois (död 1970), fransk målare.
- 8 februari - Gregori Aminoff (död 1947), svensk konstnär och mineralog.
- 18 februari - Jacques Ochs (död 1971), fransk konstnär.
- 10 mars - Simon Gate (död 1945), svensk målare och formgivare.
- 15 mars - Mollie Faustman (död 1966), svensk konstnär och författare.
- 7 april - Gino Severini (död 1966), italiensk målare och ledande futurist.
- 12 april - Imogen Cunningham (död 1976), amerikansk fotograf.
- 18 maj
  - Hasui Kawase (död 1957), japansk konstnär.
  - Walter Gropius (död 1969), tysk arkitekt, grundare av Bauhaus.
- 24 juni - Jean Metzinger (död 1956), fransk målare.
- 3 juli - Minna Poppius (död 1984), svensk konstnär.
- 31 juli - Erich Heckel (död 1970), tysk målare och grafiker.
- 13 augusti - Carl Ryd (död 1958), svensk konstnär målare.
- 15 augusti - Ivan Meštrović (död 1962), kroatisk skulptör.
- 19 augusti - Coco Chanel (död 1972), fransk modedesigner.
- 19 augusti - Helga Ancher (död 1964), dansk konstnär (målare).
- 26 augusti - Maja Olsson (död 1929), svensk konsthantverkare och grafiker
- 30 augusti - Theo van Doesburg (död 1931), nederländsk målare, konstskribent och poet.
- 14 september - Richard Gerstl (död 1908), österrikisk målare.
- 17 september - Edward Hald (död 1980), svensk målare, glaskonstnär och grafiker.
- 31 oktober - Marie Laurencin (död 1956), fransk målare och gravör.
- 9 november - Charles Demuth (död 1935), amerikansk målare.
- 19 november - Ossian Elgström (död 1950), svensk etnolog, författare och konstnär.
- 23 november - José Clemente Orozco, mexikansk konstnär.
- 4 december - Felice Casorati (död 1963), italiensk målare.
- 25 december - Maurice Utrillo (död 1955), fransk målare,
- 30 december - Anders Jönsson (död 1965), svensk konstnär och skulptör.
- okänt datum - Charles Jourdan (död 1976), fransk modedesigner.
- okänt datum - Birger Simonsson (död 1935), svensk målare.

## Avlidna
- 23 januari - Gustave Doré (född 1832), fransk illustratör.
- 30 april - Édouard Manet (född 1832), fransk målare.
- 24 november - Albert Fitch Bellows (född 1829), amerikansk landskapsmålare.
- okänt datum - Edward Calvert (född 1799), engelsk tryckmakare och målare.
- okänt datum - Guillaume Geefs (född 1805), belgisk skulptör.